# Río Santa Cruz
Río Santa Cruz är ett vattendrag  i Argentina,  beläget i provinsen Santa Cruz, i den södra delen av landet, 1 900 km sydväst om huvudstaden Buenos Aires.